# Mercy (OneRepublic)
Mercy è un brano musicale del gruppo statunitense pop rock OneRepublic, pubblicato nel 2008. È stato il quarto e ultimo singolo estratto dal loro album di debutto Dreaming Out Loud.
La band fa debuttare il singolo nel Regno Unito il 15 agosto 2008, dove riscontra poco successo.
Il singolo appare in un episodio della sesta stagione del telefilm Smallville, proprio come il singolo "Stop and Stare".

## Traccia
1. "Mercy" - 4:00

## Il Video
In realtà esistono due video del singolo Mercy, registrato nel 2006, ma mai pubblicato ufficialmente. Due mesi prima il loro album avrebbe dovuto essere pubblicato con "Sleep", (come il loro singolo di debutto), infatti poi si sono ritirati dalla casa discografica Columbia Records. Il video ufficiale di Mercy ha debuttato nel Regno Unito il 15 agosto 2008, sul canale musicale 'Q'. Il video è girato in bianco e nero e le caratteristiche dei OneRepublic è quello di eseguire il brano su una spiaggia.

## Classifiche
| Classifica (2008) | Posizione più alta |
| ----------------- | ------------------ |
| Paesi Bassi       | 54                 |